# Idioma nukak
Los Núkâk [nɨkâk] hablan una lengua tonal, que forma parte de la familia Makú-Puinave, y está estrechamente relacionada con la lengua de los Kãkwã, Cacua o Bara-Makú, hablada en el Querarí y Papurí, cuenca del Vaupés.

## Fonología

### Vocales
Tiene seis vocales orales y seis nasales (alta anterior cerrada, alta central no redondeada, posterior alta redondeada, media anterior abierta, posterior media no redondeada, central baja). La nasalidad| es una propiedad suprasegmental que afecta al morfema y frecuentemente a la sílaba.
|          | Anteriores | Centrales | Posteriores |
| Cerradas | i ĩ        | ɨ ɨ̃       | u ũ         |
| Medias   | ɛ ɛ̃        |           | ɤ ɤ̃         |
| Abiertas |            | a ã       |             |

La vocal /u/ se realiza como aproximante labial sonora [w], en posición posnuclear o antes de otra vocal, al comienzo de la palabra o sílaba, con una variante sorda [ʍ] antes de [i], [ĩ], [ɨ], si sube el tono. 
La vocal /i/ cuando precede otra vocal se realiza al comienzo de la palabra como oclusiva palatal sonora [ɟ] (y) y en contextos nasales como la nasal palatal [ɲ] (ñ). Y cuando aparece en seguida de otra vocal al final del morfema se realiza como aproximante palatal sonora [j] (y) .

### Consonantes
Presenta trece fonemas consonánticos:
| Consonantes          | bilabial | alveolar | palatal | velar | glotal |
| Oclusivas sordas     | p        | t        | c       | k     | ʔ      |
| Oclusivas sonoras    | b        | d        |         | ɡ     |        |
| Glotalizadas sonoras | bʔ       | dʔ       |         | ɡʔ    |        |
| Fricativas sordas    |          |          |         |       | h      |
| Vibrante lateral     |          | ɺ        |         |       |        |

Las oclusivas sonoras /b/, /d/, /g/ al lado de vocales nasales (en segmentos nasalizados), se realizan como las nasales [m], [n], [ɲ], [ŋ]; como las prenasalizadas [mb], [ⁿd], [ɲɟ], [ŋg] al comienzo de la palabra y como posnasalizadas [bm], [dⁿ], [ɟɲ], [gŋ]  al final de la palabra. La oclusiva palatal surda /c/ varía libremente con la fricativa palatal [č], la africada alveolar [ʦ] o la africada palatal [ʧ]. La vibrante lateral [ɺ] varía con la aproximante alveolar [ɹ], la vibrante [ɾ] y la lateral [l].
Cuando /ɺ/ va seguida de [t] se pronuncia [t]; si [ɺ] va después de otra consonante sonora se pronuncia [d]. Cuando [ɟ] está precedida de [t] o [ʔ] se pronuncia sonora [ʧ]. En algunos marcadores infijos o prefijos, la glotal /ʔ/ es sustituida por la nasal [n] cuando va seguida de cualquier vocal o de la fricativa aspirada [h], o en sufijos la nasal [n] no suena cuan va seguida de [t].

### Tonos
Las vocales nucleares de sustantivos, verbos y adjetivos registran un tono alto y otro bajo, y además, uno ascendente y otro descendente con el respectivo alargamiento vocálico.
Sin embargo, en los lexemas nominales monosilábicos contrastann tres tonos: bajo, descendente y ascendente. El tono alto ocurre en las palabras bisílabas y trisílabas monomorfémicas, en las cuales se inicia en las cuales se mantiene estable y desciende o asciende levemente.

## Gramática

### Tipo
El orden corriente de la oración transitiva es sujeto - verbo - objeto, aunque en algunos casos el orden varía para el dativo. Los casos se expresan con sufijos en los nombres (declinación). Es una lengua aglutinante, las preposiciones de las lenguas indoeuropeas son posposiciones sufijadas. Algunos adjetivos preceden, pero la mayoría van después del sustantivo.

### Sustantivo
Los sustantivos nukak tienen género masculino o femenino (como en castellano). El plural de los animados se marca con el sufijo -wɨn. Presentan marcas de caso, por ejemplo:
acusativo -na
dativo -ré'  ("para")
instrumental -hî' ("con")
locativo -rí'  ("en", "por")
genitivo -î'  ("de", "pertenece a")
El vocativo se expresa en algunos casos por un cambio del tono y en otros marcando con -a o duplicando la última vocal, después de la consonante.
Los sustantivos admiten la forma interrogativa, que se marca con el sufijo -má' . También admiten alguna marcas de tiempo como -hîpî'  ("el de antes"). El conectivo -tɨ equivale a "también" o a la conjunción "y".
Son comunes los sufijos clasificadores: -na'  ("largo y delgado"), da'  ("redondo y pequeño"), -dub ("pequeño, delgado y con punta"), -nɨí ("plano y delgado"), -ne ("melenudo"), -yi ("abundante").

### Pronombre
Los pronombres personales son:
| persona | singular                                                                             | singular                                                                                       | singular                        | plural                   |
| persona | masculino                                                                            | femenino                                                                                       | neutro                          | plural                   |
| ------- | ------------------------------------------------------------------------------------ | ---------------------------------------------------------------------------------------------- | ------------------------------- | ------------------------ |
| 1ª      | wéem 'yo'                                                                            | wéem 'yo'                                                                                      | wéem 'yo'                       | wíit 'nosotros'          |
| 2ª      | méem 'tú'                                                                            | méem 'tú'                                                                                      | méem 'tú'                       | yéeb 'vosotros, ustedes' |
| 3ª      | nin ('él' cercano, 'éste') kan ('él' visible, 'ese') kun ('él' no presente, 'aquel') | nin ('ella' cercana; 'ésta') kan' ('ella' visible, 'esa') kun' ("ella" no presente, "aquella") | káan ('ello' lo tratado, 'eso') | kéet ('ellos').          |

Los acusativos se marcan wéna, ména, ninna, kanna, kunna, nin'na, kan'na, kun'na, wítta, yebmna, kéeta.
Los posesivos pueden ser libres: 
wĩʔ ("mío")
míʔ ("tuyo")
aĩʔ ("suyo" de él)
miʔĩʔ ("suyo" de ella)
wĩiʔ ("nuestro")
ñíʔ ("vuestro")
iʔĩʔ ("suyo" de ellos o ellas). 
También hay posesivos atados, que aparecen como prefijos del nombre poseído son: wa- (1ª persona singular), ma- (2ª p. s.), a- (3ª p. s. masculino), mi- (3ª p. s. femenina), hi (1ª p. plural), ñi (2ª p. plural), i- (3ª p. plural). En la conjugación verbal los mismos operan como un prefijo de actancia que funciona como pronombre personal a falta de este o al tiempo que él.

#### Interrogativos
déi ("¿qué?" "¿cuál?" cosa), de pán ("¿qué?" acción), háu'ka, de'e ("¿quién?), déimɨnɨ ("¿cuándo?"), ded ("¿dónde?"), jáu'  (¿Por qué?"). Funcionan con marcas: de caso, por ejemplo el alativo de' yúkú ("¿hacia dónde?"), el instrumental de'e hin ("¿con qué?) o el genitivo de'e î'  ("¿De quién?"); se puede enfatizar la pregunta al interlocutor agregando -báa' . Además los interrogativos admiten además marcas de tiempo como jáu' ra'  ("¿Por qué?" actual). El interlocutor puede contestar con un interrogativo para declarar que no conoce la respuesta.

### Verbo
Los verbos se conjugan con el prefijo de actancia y con sufijos e infijos de aspecto (continuo, inmediato), tiempo (pasado, presente, futuro) y modo (imperativo, desiderativo, interrogativo). Por ejemplo:
Pasado -nábé
Futuro -nátu' 
dubitativo -náhitu'
Condicional -'náno' 
Presente
imperfectivo -náka
negativo -kaná
continuo -né' 
Interrogativo 
pasado -yáa
futuro -pî' 
condicional -no'pî' 
presente -ráa' 
negativo -ka
Desiderativo -iná- ("tal vez")
Planeativo -ɨí' - ("planear" la acción)
Repetitivo -pî- ("repetidamente")
Agentivo -rít ("porque", "debido a que")
El imperativo se marca duplicando la última vocal de la raíz, después de la última consonante. Las vocales [u]. [i] al duplicarse tras la consonante final, se realizan como semivocales [w],[j] (y). Las raíces que termina en estas semivocales las asumen como consonantes aproximantes, de manera que es la vocal que las antecede la que se duplica.
La duplicación de la vocal tras la consonante que cierra la ráiz, pero agregando al final la consonante [p] (-VCVp), forma un copretérito y si se sigue la marca -tí'  forma un subjuntivo pretérito: jɨm ("estar"); jɨmɨ ("esté"),; jɨmɨp ("estaba"); jɨmɨptí'  ("si estuviera").
La negación verbal se expresa en diferentes formas: el infijo -ka- entre la raíz y las marcas de aspecto, tiempo o modo; prefijando a la raíz la palabra "no" yab' - o "rehusar dɨi' -o "sin efecto" îí'. La negación imperativa (prohibitiva) se marca con el sufijo -kê´ .
Es común la composición de verbos compuestos, tanto por dos o más raíces verbales como por verbo con nombre, adjetivo o adverbio. La marca -a después de la raíz de un verbo intransitivo lo convierte en verbo transitivo.
Mediante los sufijos -hát (el objeto para actuar o la idea abstracta de la acción), -pe'  (el objeto sobre el cual ha recaído la acción, participio) , se nominalizan los verbos. El sujeto que actúa ("ser el que") se señala con el prefijo de actancia y un sufijo correspondiente -ni' , para la primera y segunda persona y la tercera femenina singular; -ni para la tercera masculina singular y -nit para la tercera plural; a los cuales se les puede agregar la marca de inminencia, actualidad o énfasis -yé' .
Las raíces verbales terminan siempre en consonante o en las aproximantes [w], [j] (y) que realizan [u], [i]. El verbo jɨm tiene el significado específico de "estar", diferente a "ser" que se expresa muchas veces en forma tácita con las diferentes marcas de los interrogativos y los pronombres personales y avece con yit, que tiene una forma enfática yittí'  ("soy").

### Adverbio
El idioma nukak es rico en formas adverbiales. Varios adverbios son importantes en la construcción de las oraciones. Por ejemplo, se usa con frecuencia hébáká ("verdaderamente") y para enfatizar aún más la declaración que se hace se le agrega -yé' . El enlace verbal tɨtíma'hî ("después"), puede estar entre el sujeto y el objeto y verbo. Un adverbio puede seguir a los sustantivos, como hattí'  ("también", "tampoco", "todavía") o puede expresarse mediante un sufijo como -hê'  ("solamente", "precisamente").

### Interjección
Kútu'  "¡Eh!", "¡Atención!", es una exclamación para empezar a hablar. hâré "¡Cuidado!" o dɨpí hâré "¡Mucho cuidado!"; waá'yé'  "¡Basta!; be'bét yé'  "¡Rápido!"; ni'kábá'í'  "¡Eso es!"; son otros ejemplos de exclamaciones usadas por los Nukak.